# Olympische Sommerspiele 1936/Teilnehmer (Kolumbien)
| Gelbes Symbol für Goldmedaillen mit stilisierten Olympischen Ringen | Graues Symbol für Silbermedaillen mit stilisierten Olympischen Ringen | Braundes Symbol für Bronzemedaillen mit stilisierten Olympischen Ringen |
| ------------------------------------------------------------------- | --------------------------------------------------------------------- | ----------------------------------------------------------------------- |
| —                                                                   | —                                                                     | —                                                                       |

Kolumbien nahm bei den XI. Olympischen Sommerspielen 1936 in Berlin mit einer Delegation von fünf Athleten teil.
| Sportart       | Sportler              | Disziplin   | Platz | Bemerkung                          |
| -------------- | --------------------- | ----------- | ----- | ---------------------------------- |
| Leichtathletik | José Domingo Sanchez  | 100 m       | -     | Ausgeschieden im Vorlauf           |
| Leichtathletik | Elias Campo Gutierrez | 100 m       | -     | Ausgeschieden im Vorlauf           |
| Leichtathletik | Elias Campo Gutierrez | Speerwerfen | -     | Ausgeschieden in der Qualifikation |
| Leichtathletik | Emilio Torres         | 1500 m      | -     | Ausgeschieden im Vorlauf           |
| Leichtathletik | Hernando Navarrete    | 5000 m      | -     | Ausgeschieden im Vorlauf           |
| Leichtathletik | Pedro del Vecchio     | Dreisprung  | -     | Ausgeschieden in der Qualifikation |